# Anton Bernhardi

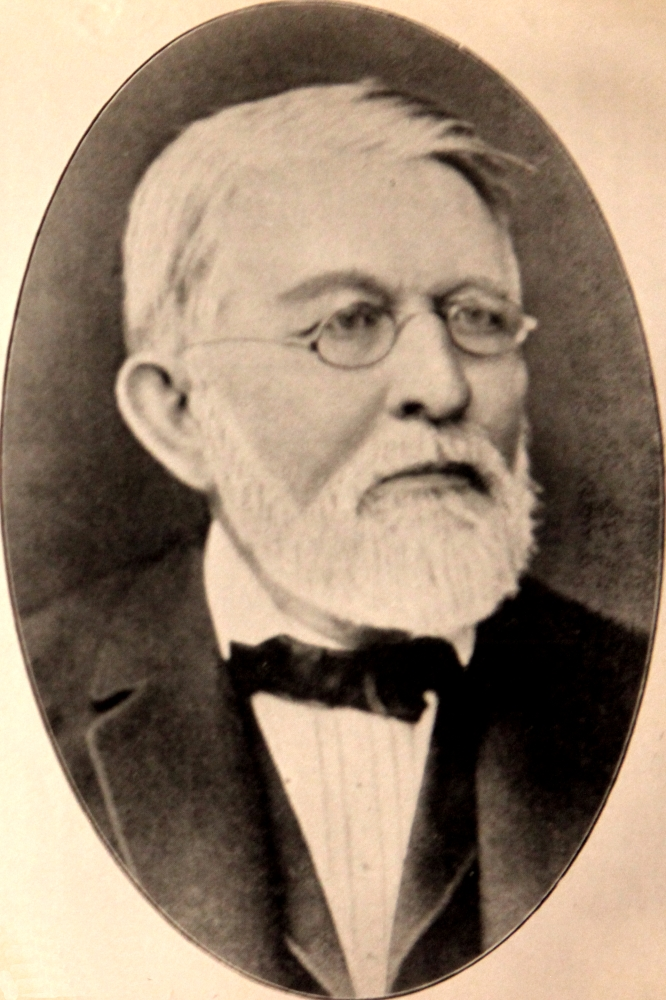
Porträt Anton Bernhardis im Alter

Friedrich August Anton Bernhardi (* 19. September 1813 in Süptitz; † 24. Mai 1889 in Eilenburg) war ein deutscher Arzt, Genossenschafter, Politiker, Sozialreformer und Unternehmer. Er erfand das Verfahren zur Herstellung künstlichen Kalksandsteins.

## Leben

### Ausbildung und Tätigkeit als Arzt
Anton Bernhardi wurde am 19. September 1813 im kleinen Ort Süptitz bei Torgau als Sohn eines protestantische Pfarrers geboren. Neben der schulischen Ausbildung lernte er von seinem Vater die lateinische Sprache. Am Torgauer Gymnasium absolvierte Bernhardi sein Abitur mit Auszeichnung. Anschließend nahm er ein Studium der Medizin und der Naturwissenschaften in Halle an der Saale auf. 1837 schloss er dieses an der Friedrich-Wilhelm-Universität in Berlin erfolgreich mit der Promotion ab. Seine in Latein verfasste Dissertationsschrift „De bubone syphilitico“ befasst sich mit der Lymphknotenschwellung als Symptom der Syphilis. Nach der Inauguration ließ er sich als praktischer Arzt und Chirurg in Eilenburg nieder. Im Zusammenhang mit seiner Berufsausübung betätigte sich Bernhardi als Autor medizinischer Schriften. Er gründete und leitete die Zeitschrift für medizinische Therapie und wurde zum auswärtigen Mitglied des „Berliner Ärztevereins für Therapie“ ernannt. Darüber hinaus war er korrespondierendes Mitglied verschiedener medizinischer Vereinigungen im Ausland. Für kurze Zeit war Bernhardi Königlicher Medizinalrat und Physikus. Als Armenarzt in den Krisenjahren des späten Vormärz lernte Bernhardi die Not der Fabrikarbeiter in der Stadt kennen und begann, sich mit der Sozialen Frage auseinanderzusetzen.

### Gesellschaftliches und politisches Engagement

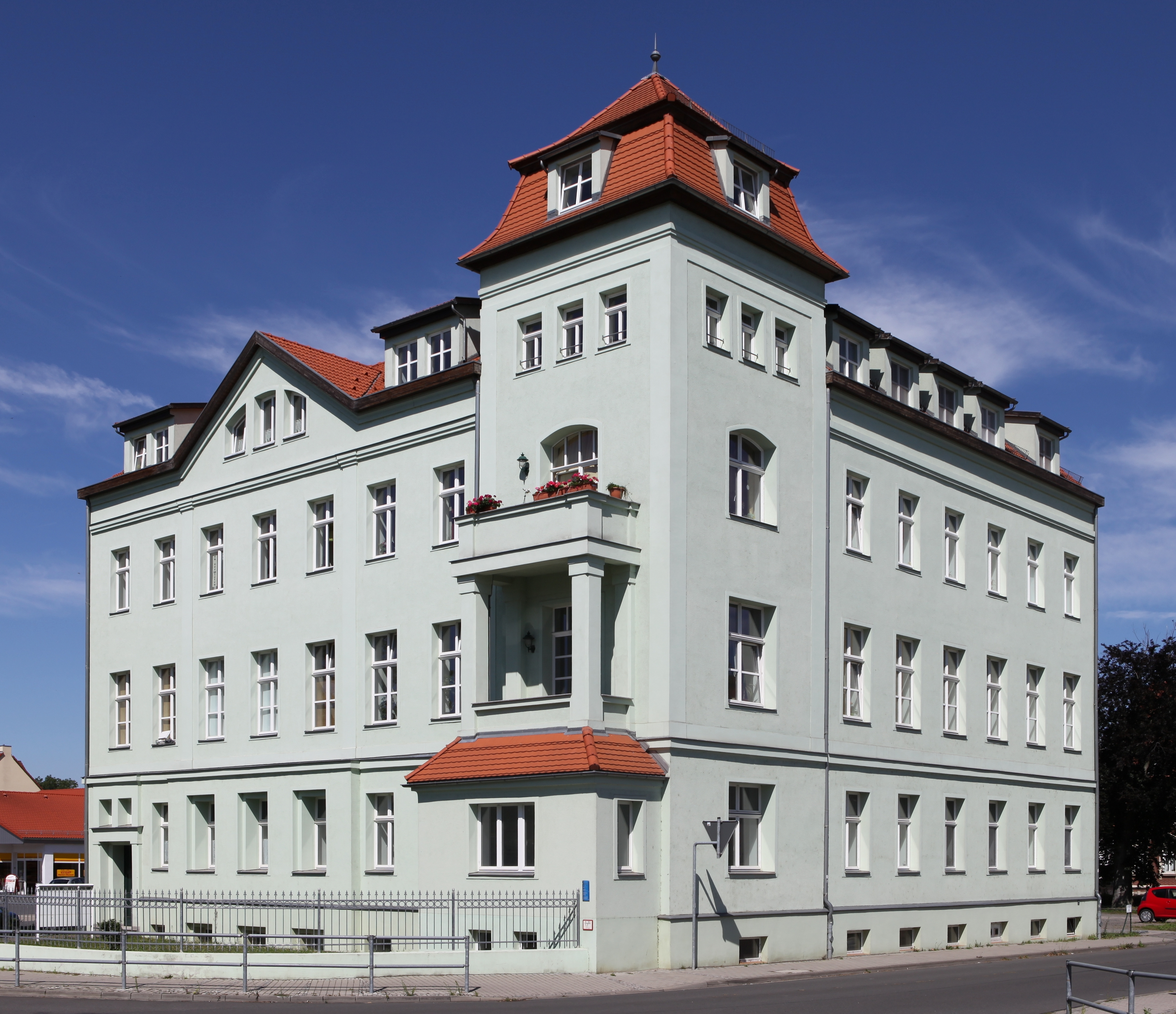
Das Wohn- und Geschäftshaus Bernhardis in Eilenburg

Das Revolutionsgeschehen der Jahre 1848/1849 veranlasste Bernhardi, politisch aktiv zu werden. Ziel seiner politischen Tätigkeit war nach eigener Aussage die „Volkswohlfahrt“. Der linksliberale Bernhardi engagierte sich in der Demokratischen Partei und wurde 1848 stellvertretendes Mitglied der Preußischen Nationalversammlung für seinen Parteifreund Hermann Schulze-Delitzsch. Aus dieser Zeit ist ein reger Briefwechsel zwischen Bernhardi und Schulze-Delitzsch nachgewiesen, der bei einer Hausdurchsuchung 1851 bei Bernhardi vorgefunden wurde. Die Polizei vermutete verbotene Schriften in seinem Besitz. Der in Eilenburg äußerst beliebte Bernhardi geriet aufgrund seiner politischen Tätigkeit mehrere Male in Konflikt mit Polizei und Justiz. Im Jahr 1849 wurde Bernhardi zu vier Monaten Gefängnis verurteilt, weil er zum Wehrdienst eingezogene Landwehrsoldaten zur Desertion aufrief. Unter anderem 1850 erhielt er eine weitere Gefängnisstrafe über drei Monate wegen Beamtenbeleidigung. Dies tat seiner Popularität jedoch keinen Abbruch. In den 1860er Jahren wurde er in seinem Wahlkreis in das Preußische Abgeordnetenhaus gewählt, wo er Mitglied der Kommission für Finanzen und Zölle und der volkswirtschaftlichen Kommission war. Daneben war Bernhardi viele Jahre Stadtverordneter in Eilenburg.
Bernhardi war seit spätestens den 1850er Jahren als Freimaurer aktiv. So gehörte er 1859 zu den Gründungsmitgliedern des Freimaurerkränzchens Latomia in Eilenburg und stellte zeitweise sein Wohn- und Geschäftshaus als Sitzungsort zur Verfügung. Aus dem Kränzchen ging 1862 die Freimaurerloge Zur Eule auf der Warte hervor, bei der er nicht mehr beteiligt war. Bereits vor seiner freimaurerischen Tätigkeit in Eilenburg war Bernhardi Mitglied der Loge Friedrich August zum treuen Bunde in Wurzen und zwischen 1873 und 1878 deren Meister vom Stuhl.

### Genossenschaftliches Wirken
Der Wirkungsort Bernhardis, Eilenburg, war Mitte des 19. Jahrhunderts eine Keimzelle des Genossenschaftswesen. Aufgrund seiner Betätigungen im Bürgerverein, einem Ausgangsort für die neuen genossenschaftlichen Ideen, war Bernhardi an der Gründung einiger der ersten deutschen Genossenschaften maßgeblich beteiligt.

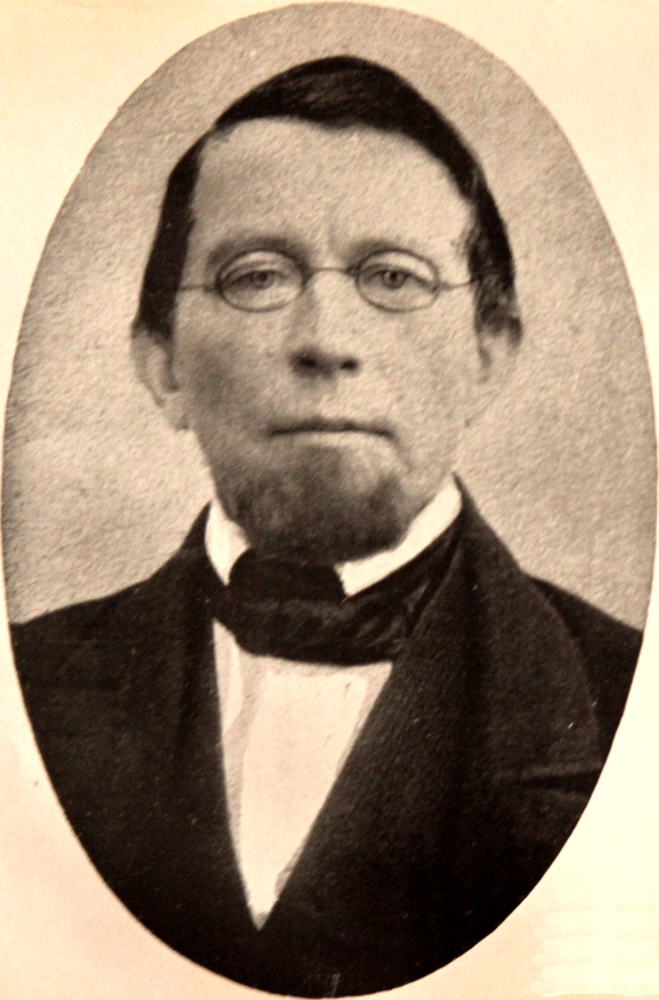
Bernhardi im Jahr 1850

Am 21. November 1849 gründete Bernhardi mit dem Schneidermeister Ernst Bürmann und einem weiteren Handwerker namens Roscher den Krankenunterstützungsverein. Ihr Grundanliegen war eine Krankenkasse, die auf der Idee der genossenschaftlichen Selbsthilfe funktionierte. Bernhardis Pläne einer „Medizinal-Organisation mit unentgeltlicher Krankenbehandlung und einer progressiven Gesundheitssteuer“ griffen dem heute in Deutschland bestehenden System der gesetzlichen Krankenversicherung voraus. Ein Beitrag für die Krankensteuer und die Arztsteuer richtete sich nach dem Einkommen der Mitglieder. Nach gleichem Vorbild entstanden kurz darauf mehrere Fabrikkrankenkassen. Der Krankenunterstützungsverein bestand bis mindestens in die 1880er Jahre, der Zeit der Einführung der bismarckschen Sozialgesetze.
Im Jahr 1850 gründete Bernhardi zusammen mit Bürmann einen Eilenburger Darlehnskassenverein. Es handelte sich dabei um die erste deutsche Kreditgenossenschaft mit Solidarhaft. Damit unterschied sich dieser Verein deutlich von der etwa ein halbes Jahr zuvor von Hermann Schulze-Delitzsch gegründeten Delitzscher Darlehnskasse, die auf die Solidarhaft verzichtete und deren Statut die Annahme fremder Gelder billigte. Schulze-Delitzsch und Friedrich Wilhelm Raiffeisen, die heute als Vordenker der genossenschaftlichen Bewegung gelten, übernahmen das von Bernhardi erdachte Konzept, was den von ihnen gegründeten Vorschusskassen erst zum Erfolg verhalf. Die Eilenburger Genossenschaftsbank, deren Direktor Bernhardi bis 1863 blieb, entwickelte sich überaus erfolgreich und bestand – später als Eilenburger Bankverein – bis in die erste Hälfte des 20. Jahrhunderts fort.
Darüber hinaus initiierte Bernhardi mit dem Buchbinder August Fritzsche im Jahre 1850 die Errichtung der Lebensmittelassociation zu Eilenburg. Diese konnte ihren Mitgliedern die erschwingliche Versorgung mit Lebensmitteln gewährleisten, da die Einzelhandelsspanne wegfiel. Diese Association war die erste deutsche Konsumgenossenschaft. Aufgrund von Anfeindungen der städtischen Händler und politischen Drucks der Merseburger Bezirksregierung stellte der Verein seine Tätigkeit schon im folgenden Jahr wieder ein. Der unter anderem von Bernhardi erdachte genossenschaftliche Einzelhandel dominierte zur Zeit der DDR (vgl. Konsum in der DDR). Die Tradition wurde bis in die jüngste Vergangenheit von der Konsumgenossenschaft Sachsen-Nord fortgeführt.

### Bernhardi als Unternehmer

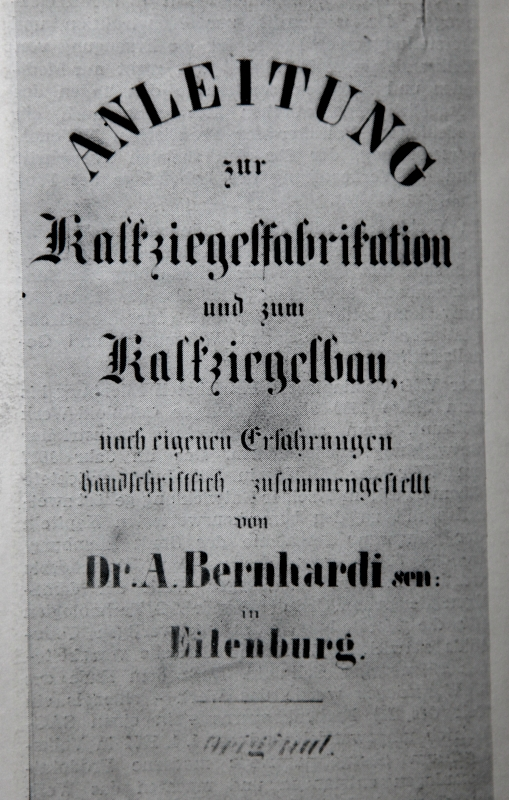
Titel der Patentschrift Bernhardis zur Kalkziegelfabrikation (um 1856)

Ansicht der ersten Fertigungshalle der Maschinenbauanstalt Dr. Bernhardi Sohn (1870er Jahre)

In seiner Funktion als Arzt lernte Bernhardi die schlechten Wohnverhältnisse der ärmeren Bevölkerung kennen und machte diese als eine Ursache für die geringere Widerstandsfähigkeit gegen Krankheitserreger aus. Ab 1850 beschäftigte er sich mit der Herstellung künstlichen Kalksandsteins als preisgünstiges Baumaterial für den sozialen Wohnungsbau und die Landwirtschaft. Eine erste Beschreibung des von ihm entwickelten Verfahrens datiert vom 13. August 1854. Seine handschriftlich verfasste Patentschrift aus der Zeit um das Jahr 1856 enthält eine konkrete Anleitung zur Kalksandsteinfabrikation und zum Kalksandsteinbau sowie detaillierte Skizzen einer Maschine zur Herstellung des neuen Baustoffes. Bereits zwei Jahre zuvor gründete er die Fabrik Dr. Bernhardi Sohn, die die Maschinen für die Serienfertigung der Kalksandsteine herstellte. Der entscheidende Vorteil der neuen Ziegel bestand darin, dass sie nicht gebrannt werden mussten. Die Steine wurden lediglich kalt gepresst, was den Herstellungs- und Kostenaufwand deutlich reduzierte. Bernhardi warb erfolgreich für die Kalksandsteinherstellung, die sich rasch verbreitete. Bis zu seinem Tode verbesserte er ständig die Maschinen. Der Name Bernhardi hielt sich bis 1947 im Firmennamen. Mit der Verstaatlichung des Betriebes ersetzte das Akronym EBAWE die alte Bezeichnung. Die EBAWE Anlagentechnik produziert noch heute Maschinen für die Betonfertigteilproduktion.

### Tod und Andenken
Bernhardi starb am 24. Mai 1889 in Eilenburg. Er wurde auf dem dortigen Stadtfriedhof beigesetzt. In Eilenburg ist eine Straße nach ihm benannt. Das repräsentative Wohn- und Geschäftshaus Bernhardis am Nordring, neben dem sich die Maschinenfabrik befand, steht unter Denkmalschutz und ist heute Station des Historischen Stadtrundgangs Eilenburg.

## Veröffentlichungen
Bernhardi zeichnete sich durch eine rege publizistische Tätigkeit aus. Seine Schriften befassten sich sowohl mit seinem Fachgebiet, der Medizin, wofür er 1848 mit der Zeitschrift für wissenschaftliche Therapie ein eigenes Medium gründete, als auch mit sozialökonomischen Problemen. Zahlreiche seiner Aufsätze erschienen im Eilenburger Volksblatt, dessen Eigentümer ein enger Vertrauter Bernhardis war, sowie im Eilenburger Wochenblatt. Später verfasste Bernhardi im Rahmen seiner unternehmerischen Tätigkeit Aufsätze zur Kalkziegelfabrikation. Zwei seiner Streitschriften aus der Zeit der Märzrevolution lassen Bernhardis Grundüberzeugungen erkennen und leisteten der Entstehung der ersten Genossenschaften erheblichen Vorschub.

### Der Handarbeiter und sein Nothstand (1847)
Die sich durch Missernten und gestiegene Lebensmittelpreise verschärfende Notlage der vielen Handarbeiter der Stadt veranlasste Bernhardi, sich erstmals mit dieser sozialökonomischen Problematik auseinanderzusetzen und konkrete Lösungsansätze zu entwickeln. Bernhardi argumentierte, dass dem Fabrikarbeiter lediglich seine eigene Arbeitskraft zur Verfügung stand, um sich die grundlegendsten Lebensbedürfnisse zu erwirtschaften. Das Hauptbedürfnis sei dabei das Brot, da „die Arbeitskraft [...] das vom Arbeiter consumierte Brod nur in anderer Gestalt [ist]“. Demnach war für Bernhardi der Brotpreis der einzig relevante Maßstab für die Berechnung des an den Arbeiter zu zahlenden Lohns. Dabei war er von der alleinigen Selbsthilfe der Arbeiter nicht überzeugt, da es „zu einem solchen Verfahren nothwendig wenigstens eines geringen Grades Intelligenz bedarf, wie wir sie in dem besagten Stande der Handarbeiter nicht finden“. Eine freiwillige Anpassung des Lohnes durch den Arbeitgeber hielt er für ausgeschlossen, da dies den „commerciellen Principien“ der freien Wirtschaft widerspräche. Konsequenterweise sah Bernhardi den Staat in der Pflicht, welcher Mindestlöhne festsetzen sollte, die sich am jeweils aktuellen Brotpreis orientieren würden. Ebenso trat er dafür ein, den Zinssatz für Darlehn staatlich zu normieren. Durch Bernhardis heftige Kritik an der maschinellen Produktionsweise stieß sein Aufsatz auf starke Ablehnung beim Fabrikanten Carl Degenkolb, der in der Lokalpresse gegen den Autor polemisierte.

### Über die sozialen Nachtheile des gewerblichen Maschinenwesens (1848)
Als Hauptursache für die steigende Arbeitslosigkeit unter den Fabrikarbeitern erkannte Bernhardi in dieser Schrift die sich ausweitende maschinelle Produktionsweise. Zur Lösung der sich damit verschärfenden sozialen Probleme forderte er eine gesetzliche Beschränkung der Verwendung von Maschinen und – nach der Schaffung eines deutschen Nationalstaates – die Einführung von Schutzzöllen. Damit positionierte sich Bernhardi als Gegner des Wirtschaftsliberalismus. Unter anderem dies unterschied ihn von seinem Weggefährten Schulze-Delitzsch, der mit der neugegründeten Deutschen Fortschrittspartei als Befürworter des Manchesterkapitalismus auftrat. Bernhardi zufolge war „das Wohl des Ganzen dem Vortheile einzelner Staatsbürger überzuordnen.“ Mit dem Fortbestand des kapitalistischen Konkurrenzkampfes prophezeite Bernhardi als Folge „die Mißachtung des Eigenthumsrechts und Communismus“ durch die notleidenden Arbeiter und Arbeitslosen. Wenn sich auch Bernhardis Weltbild nicht wesentlich änderte, entfernte er sich bereits wenige Jahre nach der Veröffentlichung vom Standpunkt der strikten Ablehnung des Maschineneinsatzes.